# Zeche Joseph (Holzwickede)
Unter dem Namen Zeche Joseph sind in Holzwickede-Opherdicke zwei ehemalige Bergwerke bekannt. Das erste Bergwerk war im 19. Jahrhundert im Betrieb und lag westlich der Holzwickeder Straße, das zweite war im 20. Jahrhundert in Betrieb und lag östlich der Holzwickeder Straße. Beide Bergwerke waren auch unter dem Namen Zeche Josef bekannt.

## Joseph (westlich)
Über das Bergwerk Joseph westlich der Holzwickeder Straße ist nur wenig bekannt. Vermutlich war das Bergwerk um das Jahr 1839 bereits in Betrieb. Am 28. April und am 4. September des Jahres 1845 erfolgte die Verleihung eines Geviertfeldes. In den Jahren 1845 bis 1853 war das Bergwerk nachweislich in Betrieb. Um das Jahr 1854 wurde diese Zeche Joseph stillgelegt.

## Joseph (östlich)
Die Zeche Joseph war eine Kleinzeche, der Besitzer dieser Kleinzeche war Antonius Breckweg. Später ging diese Zeche in den Besitz von Heinrich Dickerhoff über. Am 1. Oktober des Jahres 1951 wurde das Bergwerk in Betrieb genommen. Es wurde der Schacht 1 bis zur 2. Sohle geteuft. Die 2. Sohle lag bei einer Teufe von 34 Metern (+134 m NN). Im Jahr 1953 wurde der Schacht 2 geteuft, der Schachtansatzpunkt dieses Schachtes lag westlich der Holzwickeder Straße. Im Jahr 1955 wurde im Schacht 2 bei einer Teufe von 83 Metern (+84 m NN) die 4. Sohle angesetzt. Im darauffolgenden Jahr wurde zum 30. Oktober der Betrieb eingestellt, da die Zeche mittlerweile unwirtschaftlich geworden war, im Jahr 1957 wurde diese dann endgültig stillgelegt. Die Schächte wurden verfüllt und die Tagesanlagen wurden abgerissen. Am 31. Juli desselben Jahres erfolgte dann die knappschaftliche Abmeldung. Mit der Schließung der Zeche Joseph endete auch der Bergbau in Holzwickede.

### Förderung und Belegschaft
Die ersten bekannten Förder- und Belegschaftszahlen stammen aus dem Jahr 1952, damals wurde mit 37 Bergleuten eine Förderung von 4190 Tonnen Steinkohle erbracht. Im Jahr 1955 sank die Förderung auf 2947 Tonnen Steinkohle, diese Förderung wurde von 34 Bergleuten erbracht. Die letzten bekannten Förder- und Belegschaftszahlen des Bergwerks stammen aus dem Jahr 1956, in diesem Jahr wurden 5730 Tonnen Steinkohle gefördert. Zum Jahresende waren nur noch zwei Bergleute auf der Zeche Joseph angelegt. Die Förderung aus dem Jahr 1956 war zugleich auch die maximale Förderung des Bergwerks.